# Acido perfluoroottansolfonico
L'acido perfluoroottansolfonico è un composto chimico fluorurato di origine sintetica. Trattasi di un acido molto forte, che per ionizzazione forma l'anione perfluoroottansolfonato, noto con la sigla PFOS. Questi composti hanno proprietà tensioattive e sono inquinanti organici persistenti. Il PFOS era l'ingrediente chiave di vari prodotti antimacchia e idrorepellenti per tessuti, tra i quali lo Scotchgard, commercializzato dalla 3M. Nel 2009 il PFOS è stato aggiunto all'appendice B della Convenzione di Stoccolma sugli inquinanti organici persistenti. La presenza di PFOS e simili prodotti fluorurati nell'ambiente deriva in parte dall'uso industriale, in parte dall'uso e consumo di prodotti che lo contengono, e in parte dalla degradazione abiotica o biotica di altri derivati e polimeri contenenti catene perfluoroalchiliche. L'uso di PFOS e suoi derivati è ancora possibile in Europa in base al Regolamento (UE) 757/2010, che prevede una serie di deroghe per usi molto limitati, oggetto di riesami periodici, e norme specifiche per la gestione dei rifiuti contenenti PFOS. PFOS e prodotti chimici correlati sono ancora prodotti in Cina.

## Storia
Nel 1949 la 3M iniziò a produrre tramite fluorurazione elettrochimica il fluoruro di perfluoroottansulfonile (POSF) e vari suoi derivati, tra i quali acido perfluoroottansolfonico e PFOS. Nel 1968 furono trovati composti organici fluorurati nel siero sanguigno di consumatori, e nel 1976 fu suggerito che si trattasse di acido perfluoroottanoico (PFOA) o composti correlati come il PFOS. Nel 1997 la 3M trovò tracce di PFOS in campioni che si pensavano incontaminati, provenienti dalle banche del sangue in tutto il mondo. Nel 1999 la US Environmental Protection Agency dopo aver ricevuto dati sulla tossicità e distribuzione globale del PFOS iniziò a studiare i composti perfluorurati. Nel maggio 2000 la 3M, principale produttore di PFOS, annunciò che la produzione di PFOS sarebbe terminata nel 2002. È stato stimato che nel periodo 1970-2002 siano state prodotte 122500tonnellate di PFOS e relativi derivati. Nel 2001 fu dimostrato per la prima volta che il PFOS è un inquinante globale negli animali selvatici.

## Proprietà
Il gruppo C8F17 è idrofobico e lipofobico, come nei fluorocarburi, mentre il gruppo acido solfonico/solfonato conferisce polarità. In virtù della natura e della forza del legame carbonio–fluoro, il PFOS è un composto di stabilità eccezionale sia per applicazioni industriali sia nell'ambiente. Il PFOS è un surfattante fluorurato che abbassa la tensione superficiale dell'acqua più dei normali surfattanti idrocarburici. L'attenzione è di solito focalizzata sull'isomero a catena lineare (n-PFOS) illustrato nella figura, che è la specie dominante nei prodotti commerciali e nei campioni ambientali, ma esistono numerosi congeneri lineari o ramificati che hanno differenti proprietà fisiche, chimiche e tossicologiche.

## Applicazioni
PFOS è in genere commercializzato come sale sodico o potassico. È stato usato soprattutto per materiali come tessuti, tappeti e carta al fine di renderli resistenti a grasso, olio e acqua. Inoltre, è stato ed è ancora utilizzato in modo limitato in galvanostegia, in fotografia, fotolitografia, nell'industria dei semiconduttori, in schiume antincendio e in fluidi idraulici per l'industria aerospaziale.

## Effetti sulla salute umana e sugli animali selvatici
In base ad uno studio condotto nel 2002 dalla Direzione ambientale dell'Organizzazione per la cooperazione e lo sviluppo economico, PFOS risulta persistente, bioaccumulabile e tossico (PBT) per i mammiferi. 
Nel 2008 è stato mostrato che una concentrazione di PFOS ~90 ppb (parti per miliardo) nel siero sanguigno di topi maschi influenza il sistema immunitario, facendo nascere la possibilità che persone molto esposte e animali selvatici sviluppino immunodeficienza. Uova di gallina trattate con 1 milligrammo per chilogrammo (pari a 1000 ppb) di PFOS hanno sviluppato pulcini che ne avevano ~150 ppb nel siero sanguigno, e hanno mostrato asimmetria cerebrale e ridotti livelli di immunoglobulina. I valori di PFOS sono stati misurati in varie specie selvatiche; alcuni dei valori più alti registrati fino al gennaio 2006 sono riportati nella tabella successiva:
| Specie              | Luogo                              | Anno    | Campione | PFOS (ppb) |
| ------------------- | ---------------------------------- | ------- | -------- | ---------- |
| Aquila calva        | Midwest USA                        | 1990–93 | plasma   | 2 200      |
| Cormorano di Brandt | California, USA                    | 1997    | fegato   | 970        |
| Uria                | Mar Baltico                        | 1997    | uovo     | 614        |
| Cornacchia          | Baia di Tokyo, Giappone            | 2000    | fegato   | 464        |
| Strolaga minore     | Carolina del Nord, USA             | 1998    | fegato   | 861        |
| Orso polare         | Sanikiluaq, Nunavut                | 2002    | fegato   | 3 100      |
| Foca comune         | Mare dei Wadden, Danimarca         | 2002    | muscoli  | 2 725      |
| Tursiopi            | Charleston (Carolina del Sud), USA | 2003    | plasma   | 1 315      |
| Delfino comune      | Mar Mediterraneo, Italia           | 1998    | fegato   | 940        |
| Visone americano    | Michigan, USA                      | 2000–01 | fegato   | 59 500     |

I livelli osservati negli animali selvatici sono considerati sufficienti ad "alterare i parametri della salute". Da studi su animali risulta che il PFOS può causare tumori, ritardi dello sviluppo fisico, ritardi della crescita, alterazioni del sistema endocrino e mortalità neonatale; quest'ultima potrebbe essere il risultato più drammatico dei test su animali di laboratorio. Femmine di topi con livelli sanguigni di PFOS comparabili a quelli trovati negli animali selvatici e nell'uomo hanno mostrato un'accresciuta mortalità se infettati da Influenzavirus A. Il PFOS riduce la dimensione alla nascita degli uccelli.
Per quanto riguarda l'uomo, ricerche svolte negli USA hanno mostrato che il PFOS è presente nel siero sanguigno di tutta la popolazione USA, e la sua concentrazione sta calando nel tempo, mentre sembra che in Cina stia crescendo. Lavoratori esposti possono avere un livello medio di PFOS di oltre 1000 ppb, e una parte della popolazione generale è oltre 90 ppb. I valori più elevati di PFOS sono stati 114000ppb per lavoratori esposti, e 1656ppb per un donatore di sangue americano.
La presenza di PFOS in donne in gravidanza è stata associata con preeclampsia. Non ci sono correlazioni consistenti tra livelli modesti di PFOS e un ridotto sviluppo del feto. Livelli maggiori sono stati associati a un'alterazione dei livelli dei ormoni tiroidei in Inuit adulti e ad un maggior rischio di valori elevati di colesterolo. Nei giovani statunitensi di 12–15 anni l'esposizione a PFOS è stata correlata con un maggior rischio di sindrome da deficit di attenzione e iperattività (ADHD).
A partire dal 2016, la Regione Veneto ha avviato uno studio epidemiologico e un piano di monitoraggio delle acque e della popolazione nelle province di Vicenza, Verona e Padova, che costituisce una novità di rilievo rispetto alla limitata letteratura scientifica disponibile in merito ai loro effetti sulla salute umana. In data 10 ottobre 2019 sono stati pubblicati i primi risultati sugli studi condotti sugli pfos ed è emerso che il loro utilizzo interferisce con i normali valori di Vitamina D nel corpo, favorendo dunque l’osteoporosi.